# Sulenöarna
Sulenöarna är en norsk ögrupp bestående av kala bergöar vid Sognefjordens mynning. Öarna hör till Solunds kommun i Vestland fylke. Huvudön heter Sula. Fiske är den viktigaste industrin.